# Goran Šprem
Goran Šprem (ur. 6 lipca 1979 w Dubrowniku) – chorwacki piłkarz ręczny, reprezentant kraju, gra na pozycji lewoskrzydłowego. Obecnie występuje w Bundeslidze, w drużynie HSG Nordhorn. W 2004 roku w Atenach zdobył złoty medal Igrzysk Olimpijskich.
W 2009 roku wywalczył srebrny medal mistrzostw Świata rozgrywanych w Chorwacji.

## Kariera
- do 2001  RK Zagrzeb
- 2001-2002  RK Medveščak Zagreb
- 2002-2004  RK Zagrzeb
- 2004-2005  SG Flensburg-Handewitt
- 02/2005-06/2005  TuS Nettelstedt-Lübbecke
- 06/2006-06/2006  SG Flensburg-Handewitt
- 06/2006-11/2006  MT Melsungen
- od 11/2006-2009  HSG Nordhorn-Lingen

## Sukcesy

### klubowe
Mistrzostwa Chorwacji: (8x):
- 1997, 1998, 1999, 2000, 2001, 2002, 2003, 2004:

Puchar Chorwacji: (6x)
- 1997, 1998, 1999, 2000, 2003, 2004:

Puchar EHF:
- 2008:

### reprezentacyjne
Igrzyska Olimpijskie:
- 2004:  (Ateny)

'Mistrzostwa Świata:
- 2003:  (Portugalia)
- 2005:  (Tunezja)

Mistrzostwa Europy:
- 2008:  (Norwegia)
- 2008:  (Chorwacja)